# Vall del Loira
La vall del Loira (Vallée de la Loire en francès), coneguda també com el jardí de França, és un territori reconegut per la qualitat del seu patrimoni artístic i arquitectònic. Comprèn pobles com Amboise, Blois, Chinon, Montsoreau, Nantes, Orleans, Saumur o Tours, però és particularment conegut per la bellesa dels seus castells: Castell de Chambord, de Chenonceau, Amboise, d'Azay-le-Rideau o Castell de Montsoreau, entre molts d'altres.
La vall del Loira, i més particularment els seus monuments culturals, il·lustren de manera excepcional els ideals de la Il·lustració en el pensament i disseny de l'Europa occidental. Es tracta d'un conjunt excepcional de pobles i ciutats, castells i bellesa natural en una zona vinícola reconeguda internacionalment.
Tots aquests factors varen fer que la UNESCO reconegués el conjunt com un Bé cultural patrimoni de la humanitat el 2 de desembre de 2000. El jurat en va destacar la bellesa dels seus monuments i la interacció d'aquests amb el seu entorn natural, particularment el riu Loira.

## Castells de la vall del Loira
Els castells del Loira són edificis en la seva majoria construïts o fortament reformats en el Renaixement francès, en un moment (segles XV i XVI) en què el poder reial era situat sobre les ribes del riu, dels seus afluents o a la seva vora. La majoria dels castells tenen, no obstant això, els seus orígens a l'edat mitjana, de la qual conserven trets arquitecturals importants. Habitualment es considera que en formen part 42 castells.
S'utilitzen varis distintius per caracteritzar els castells:
- : són els castells en l'àmbit declarat l'any 2000 patrimoni de la Humanitat «Vall del Loira entre Sully-sur-Loire i Chalonnes-sur-Loire», en el interior del perímetre de la delimitació del bé i la seva zona de protecció.
- : castells membres de l'associació «Châteaux de la Loire, Vallée des Rois» (l'icona es propi, a efectes visuals, no de l'associació).

|        | Distintius      | Distintius                |                                                                   |                          |                  |                                                   |
| ------ | --------------- | ------------------------- | ----------------------------------------------------------------- | ------------------------ | ---------------- | ------------------------------------------------- |
| Imatge | Vallée des Rois | Patrimoni de la Humanitat | Nombre                                                            | Localització             | Departament      | Riu                                               |
|        | ——              | ——                        | Castell de Saint-Brisson                                          | Saint-Brisson-sur-Loire  | Loiret           | Riu Loira                                         |
|        |                 | ——                        | Castell de Gien                                                   | Gien                     | Loiret           | Riu Loira                                         |
|        | \|              | ——                        | Castell de La Bussière (Château des pêcheurs) (Museu de la pesca) | La Bussière              | Loiret           | Riu Venisson (dreta)                              |
|        |                 |                           | Castell de Sully-sur-Loire                                        | Sully-sur-Loire          | Loiret           | Riu Loira                                         |
|        |                 |                           | Castell de Châteauneuf-sur-Loire (Museu de la Marina de Loira)    | Châteauneuf-sur-Loire    | Loiret           | Riu Loira                                         |
|        |                 |                           | Castell de Meung-sur-Loire                                        | Meung-sur-Loire          | Loiret           | Riu Loira                                         |
|        |                 |                           | Castell de Beaugency (château de Dunois)                          | Beaugency                | Loiret           | Riu Loira                                         |
|        |                 |                           | Castell de Chambord                                               | Chambord                 | Loir-et-Cher     | Riu Cosson                                        |
|        | ——              |                           | Castell de Menars                                                 | Menars                   | Loir-et-Cher     | Riu Loira                                         |
|        |                 |                           | Castell de Blois                                                  | Blois                    | Loir-et-Cher     | Riu Loira                                         |
|        |                 |                           | Castell de Chaumont-sur-Loire                                     | Chaumont-sur-Loire       | Loir-et-Cher     | Riu Loira                                         |
|        |                 |                           | Castell d'Amboise                                                 | Amboise                  | Indre-et-Loire   | Riu Loira                                         |
|        |                 |                           | Castell de Clos-Lucé                                              | Amboise                  | Indre-et-Loire   | Riu Loira                                         |
|        |                 |                           | Castell de la Bourdaisière                                        | Montlouis-sur-Loire      | Indre-et-Loire   | Riu Loira                                         |
|        |                 |                           | Castell de Valmer                                                 | Chançay                  | Indre-et-Loire   | Riu Loira                                         |
|        |                 |                           | Museu de Belles Arts de Tours (antic palau episcopal)             | Tours                    | Indre-et-Loire   | Riu Loira                                         |
|        |                 |                           | Castell de Villandry                                              | Villandry                | Indre-et-Loire   | Riu Cher                                          |
|        |                 |                           | Castell de Langeais                                               | Langeais                 | Indre-et-Loire   | Riu Loira                                         |
|        |                 |                           | Castell de la Chatonnière                                         | Azay-le-Rideau           | Indre-et-Loire   | Riu Indre                                         |
|        |                 |                           | Castell d'Azay-le-Rideau                                          | Azay-le-Rideau           | Indre-et-Loire   | Riu Indre                                         |
|        |                 |                           | Castell d'Ussé                                                    | Rigny-Ussé               | Indre-et-Loire   | Riu Indre                                         |
|        | ——              |                           | Castell de Les Réaux                                              | Chouzé-sur-Loire         | Indre-et-Loire   | Riu Loira                                         |
|        |                 |                           | Castell de Chinon                                                 | Chinon                   | Indre-et-Loire   | Riu Vienne                                        |
|        |                 |                           | Castell de Montsoreau                                             | Montsoreau               | Maine-et-Loire   | Riu Loira                                         |
|        |                 |                           | Castell de Saumur                                                 | Saumur                   | Maine-et-Loire   | Riu Loira                                         |
|        | ——              |                           | Castell de Boumois                                                | Saint-Martin-de-la-Place | Maine-et-Loire   | Riu Loira                                         |
|        |                 | ——                        | Castell dels ducs de Bretanya (Museu de historia de Nantes)       | Nantes                   | Loira Atlàntic   | Riu Loira                                         |
|        | ——              | ——                        | Castell de la Verrerie                                            | Oizon                    | Cher             | Riu Nère (afluent del Grande Seulne) (esquerra)   |
|        |                 | ——                        | Castell de Chamerolles                                            | Chilleurs-aux-Bois       | Loiret           | Riu Œuf (dreta)                                   |
|        | ——              | ——                        | Castell de Boisgibault                                            | Ardon                    | Loiret           | Riu Ardoux (esquerra)                             |
|        |                 | ——                        | Castell de La Ferté-Saint-Aubin                                   | La Ferté-Saint-Aubin     | Loiret           | Riu Cosson (esquerra)                             |
|        |                 | ——                        | Castell de Talcy                                                  | Talcy                    | Loir-et-Cher     | Riu Cisse (dreta)                                 |
|        | ——              | ——                        | Castell de Villesavin                                             | Tour-en-Sologne          | Loir-et-Cher     | Riu Beuvron (esquerra)                            |
|        |                 | ——                        | Castell de Beauregard                                             | Cellettes                | Loir-et-Cher     | Riu Beuvron (esquerra)                            |
|        |                 | ——                        | Castell de Cheverny                                               | Cheverny                 | Loir-et-Cher     | Riu Conon (esquerra)                              |
|        |                 | ——                        | Castell de Troussay                                               | Cheverny                 | Loir-et-Cher     | Riu Conon (esquerra)                              |
|        |                 | ——                        | Castell de Fougères-sur-Bièvre                                    | Fougères-sur-Bièvre      | Loir-et-Cher     | Riu Bièvre, afluent del Beuvron (esquerra)        |
|        | ——              | ——                        | Castell de Roujoux                                                | Fresnes                  | Loir-et-Cher     | Riu Bièvre, afluent del Beuvron (esquerra)        |
|        |                 | ——                        | Castell de Nitray                                                 | Athée-sur-Cher           | Indre-et-Loire   | Riu Cher (esquerra)                               |
|        |                 | ——                        | Castell de Chenonceau                                             | Chenonceaux              | Indre-et-Loire   | Riu Cher (esquerra)                               |
|        | ——              | ——                        | Castell de Chissay                                                | Chissay-en-Touraine      | Loir-et-Cher     | Riu Cher (esquerra)                               |
|        |                 | ——                        | Castell de Montrichard                                            | Montrichard              | Loir-et-Cher     | Riu Cher (esquerra)                               |
|        | ——              | ——                        | Castell de Le Gué-Péan                                            | Monthou-sur-Cher         | Loir-et-Cher     | Riu Cher (esquerra)                               |
|        |                 | ——                        | Castell de Montpoupon                                             | Céré-la-Ronde            | Indre-et-Loire   | Riu Cher (esquerra)                               |
|        | ——              | ——                        | Castell de Saint-Aignan                                           | Saint-Aignan             | Loir-et-Cher     | Riu Cher (esquerra)                               |
|        | —               | ——                        | Castell de Selles-sur-Cher                                        | Selles-sur-Cher          | Loir-et-Cher     | Riu Cher (esquerra)                               |
|        | ——              | ——                        | Castell de Moulin                                                 | Lassay-sur-Croisne       | Loir-et-Cher     | Riu La Manne (afluent del Fouzon-Cher) (esquerra) |
|        |                 | ——                        | Castell de Valençay                                               | Valençay                 | Indre            | Riu Nahon (afluent del Fouzon-Cher) (esquerra)    |
|        | ——              | ——                        | Castell de Bouges                                                 | Bouges-le-Château        | Indre            | Riu Renon (afluent del Cher) (esquerra)           |
|        |                 | ——                        | Castell de Champchevrier                                          | Cléré-les-Pins           | Indre-et-Loire   | Riu Lathan (dreta)                                |
|        |                 | ——                        | Castell de Gizeux                                                 | Gizeux                   | Indre-et-Loire   | Riu Changeon (dreta)                              |
|        |                 | ——                        | Castell de Saché                                                  | Saché                    | Indre-et-Loire   | Riu Indre (esquerra)                              |
|        |                 | ——                        | Castell de Candé                                                  | Monts                    | Indre-et-Loire   | Riu Indre (esquerra)                              |
|        |                 | ——                        | Castell de Loches                                                 | Loches                   | Indre-et-Loire   | Riu Indre (esquerra)                              |
|        | ——              | ——                        | Castell d'Argy                                                    | Argy                     | Indre            | Riu Indre (esquerra)                              |
|        |                 | ——                        | Castell de Montrésor                                              | Montrésor                | Indre-et-Loire   | Riu Indre (esquerra)                              |
|        |                 | ——                        | Castell de Le Rivau                                               | Lémeré                   | Indre-et-Loire   | Riu Veude (afluent del Vienne) (esquerra)         |
|        |                 | ——                        | Castell de Le Grand-Pressigny (Museu de la Prehistoria)           | Le Grand-Pressigny       | Indre-et-Loire   | Riu Claise (afluent del Vienne) (esquerra)        |
|        |                 | ——                        | Castell d'Azay-le-Ferron                                          | Azay-le-Ferron           | Indre            | Riu Clecq (afluent del Claise-Vienne) (esquerra)  |
|        |                 | ——                        | Castell de Brézé                                                  | Brézé                    | Maine-et-Loire   | Riu Thouet (dreta)                                |
|        |                 | ——                        | Castell de Montreuil-Bellay                                       | Montreuil-Bellay         | Maine-et-Loire   | Riu Thouet (dreta)                                |
|        |                 | ——                        | Castell de Montgeoffroy                                           | Mazé                     | Maine-et-Loire   | Riu Couasnon (afluent del Authion) (dreta)        |

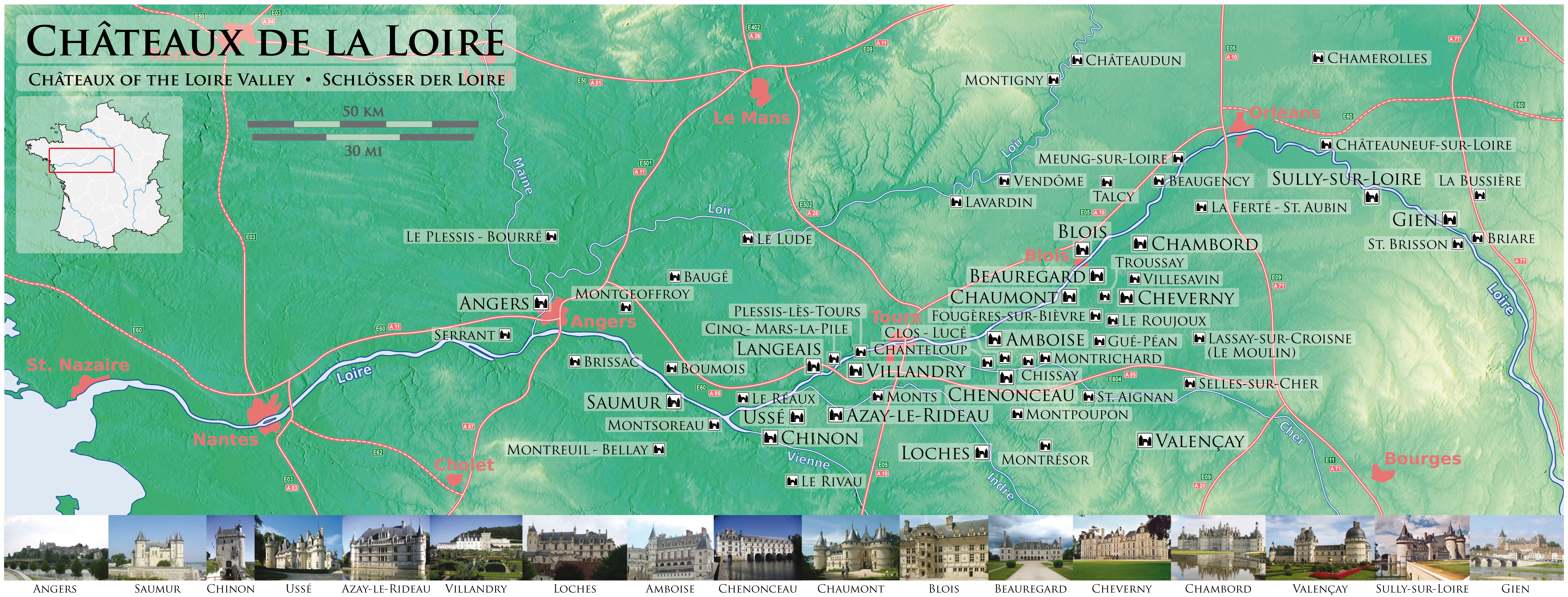
Mapa turístic de la zona amb els seus monuments culturals

|        |                 | ——                        | Castell de Baugé                                                  | Baugé-en-Anjou           | Maine-et-Loire   | Riu Couasnon (afluent del Authion) (dreta)        |
|        |                 | ——                        | Castell de Brissac                                                | Brissac-Quincé           | Maine-et-Loire   | Riu Aubance (esquerra)                            |
|        |                 | ——                        | Castell d'Angers                                                  | Angers                   | Maine-et-Loire   | Riu Sarthe (dreta)                                |
|        | ——              | ——                        | Castell de Montoire                                               | Montoire-sur-le-Loir     | Loir-et-Cher     | Riu Loir (afluent del Sarthe) (dreta)             |
|        |                 | ——                        | Castell del Lude                                                  | Le Lude                  | Sarthe           | Riu Loir (afluent del Sarthe) (dreta)             |
|        | ——              | ——                        | Castell de Lavardin                                               | Lavardin                 | Loir-et-Cher     | Riu Loir (afluent del Sarthe) (dreta)             |
|        | ——              | ——                        | Castell de Vendôme                                                | Vendôme                  | Loir-et-Cher     | Riu Loir (afluent del Sarthe) (dreta)             |
|        | ——              | ——                        | Castell de Fréteval                                               | Fréteval                 | Loir-et-Cher     | Riu Loir (afluent del Sarthe) (dreta)             |
|        | ——              | ——                        | Castell de Montigny-le-Gannelon                                   | Montigny-le-Gannelon     | Eure-et-Loir     | Riu Loir (afluent del Sarthe) (dreta)             |
|        |                 | ——                        | Castell de Châteaudun                                             | Châteaudun               | Eure-et-Loir     | Riu Loir (afluent del Sarthe) (dreta)             |
|        |                 | ——                        | Castell de Plessis-Bourré                                         | Écuillé                  | Maine-et-Loire   | Riu Mayenne (afluent del Sarthe) (dreta)          |
|        |                 | ——                        | Castell de la Lorie                                               | La Chapelle-sur-Oudon    | Maine-et-Loire   | Riu Oudon (afluent del Mayenne) (dreta)           |
|        |                 | ——                        | Castell de Serrant                                                | Saint-Georges-sur-Loire  | Maine-et-Loire   | Ruisseau de la Douinière (dreta)                  |
|        | ——              | ——                        | Castell de Goulaine                                               | Haute-Goulaine           | Loire-Atlantique | Riu Goulaine (esquerra)                           |
|        | ——              | ——                        | Ciutat del cardenal Richelieu (Museu Richelieu)                   | Richelieu                | Indre-et-Loire   | Riu Mable (esquerra)                              |